# پففلباخ
پففلباخ (به آلمانی: Pfeffelbach) یک شهر در آلمان است که در Kusel واقع شده‌است. پففلباخ ۱٬۰۱۸ نفر جمعیت دارد.